# Actinómetro

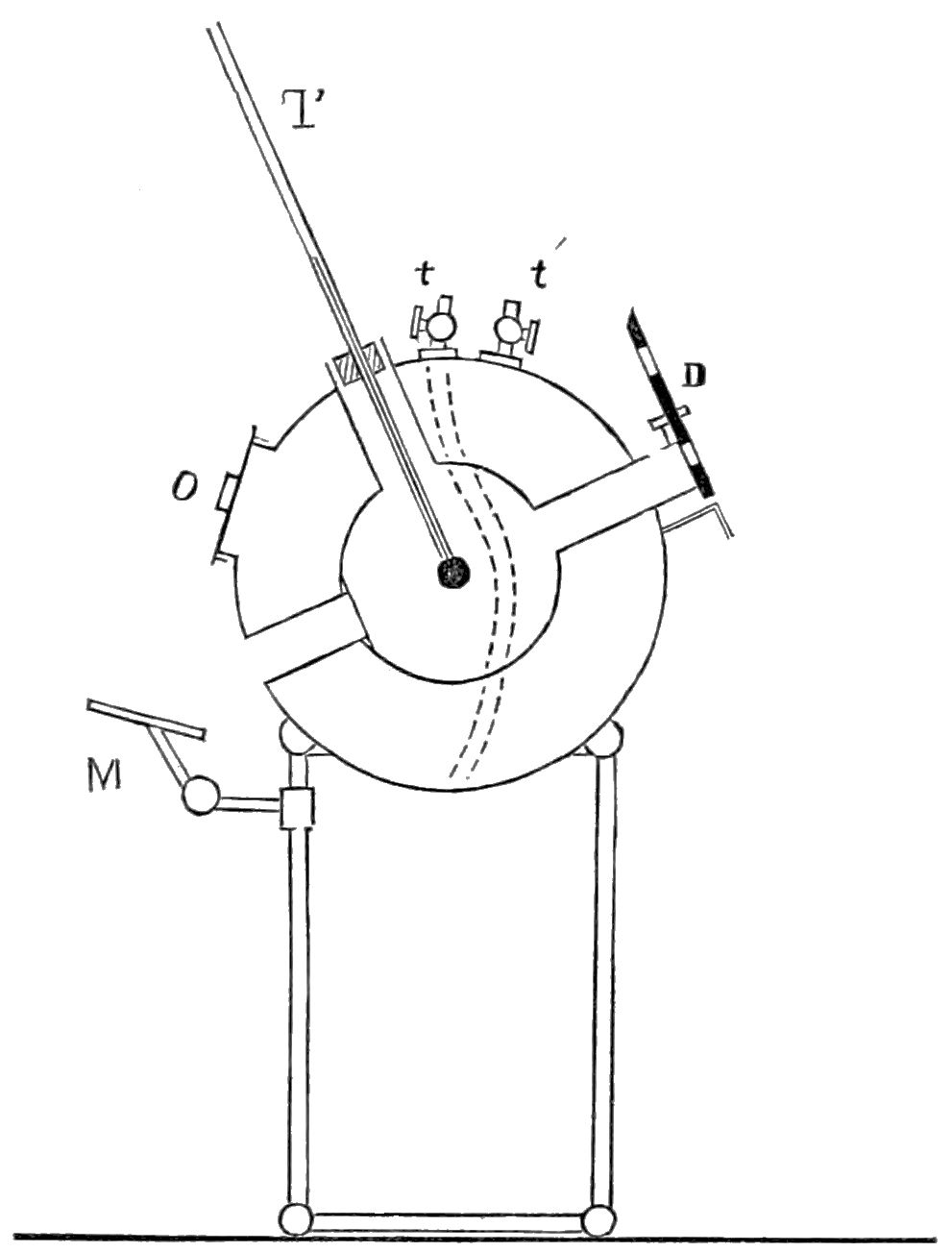
Actinómetro Violle

Los actinómetros (del griego άκτίς, -ῑνος aktís, -înos 'rayo de luz' y -μέτρον, 'medida') son instrumentos utilizados para medir el poder calorífico de la radiación electromagnética. En meteorología se utilizan específicamente para medir la intensidad de la radiación solar con el nombre de pirheliómetros.
Un actinómetro es un sistema químico o un dispositivo físico que determina el número total de fotones (o bien por unidad de tiempo) que integran un haz de luz. Este nombre es comúnmente aplicado a los dispositivos usados con luz ultravioleta y con las gamas de longitud de onda de la luz visible.
Por ejemplo, las soluciones de ferrioxalato de potasio pueden utilizarse como un producto reactivo en actinométros químicos, mientras que bolómetros, termopilas y fotodiodos son dispositivos físicos que proporcionan una lectura (normalmente a través de una corriente eléctrica) que puede ser correlacionada con el número de fotones detectados.

## Historia
Este dispositivo fue inventado por John Herschel en 1825; quien introdujo el término actinómetro como la primera de las muchas aplicaciones del prefijo actino para designar distintos instrumentos científicos, efectos y procesos relacionados con la radiación de la luz.
El actinógrafo es un dispositivo similar utilizado para estimar la energía actínica de iluminación en fotografía.

## Química actinométrica
La actinometría química implica medir el flujo radiante analizando su efecto sobre una reacción química que desencadena. Requiere un reactivo con un rendimiento cuántico conocido con productos de la reacción fácilmente analizables.

### Elección de un actinómetro
El ferrioxalato de potasio es de empleo general, dado que es fácil de usar y es sensible a una amplia gama de longitudes de onda (desde 254 nm a 500 nm). Otros actinómeteros incluyen leucocianidos de verde de Malaquita; oxalato de vanadio(V)–hierro(III); y ácido monocloroacético. Sin embargo todos estos compuestos también reaccionan en la oscuridad, lo que obliga a corregir las lecturas obtenidas. Sustancias actinométricas orgánicas como la butirofenona o el piperileno se analizan mediante cromatografía de gases. Otros actinómetros son más específicos en cuanto a la gama de longitudes de onda en la que reaccionan. La sal de Reinecke K[Cr (NH3) 2 (NCS) 4] reacciona en la región próxima a los rayos UV, aunque es térmicamente inestable.
El oxalato de uranilo también se ha usado históricamente, pero es muy tóxico y difícil de analizar.
Investigaciones recientes en fotólisis de nitratos
han utilizado 2-nitrobenzaldehído y ácido benzoico como depurador para eliminar los radicales hidroxilo producido en la fotólisis del peróxido de hidrógeno y nitrato sódico. Originalmente era utilizado en actinometría para calibrar el rendimiento cuántico en la fotólisis del peróxido de hidrógeno. Los depuradores de radicales se han demostrado un método viable de medir la producción de radicales hidroxilo.

### Química actinométrica con luz visible
El meso-difenilhelioantreno puede utilizarse en química actinométrica de luz visible (400–700 nm). Este producto químico reacciona en el rango de 475–610 nm, pero también pueden hacerse mediciones en rangos espectrales más amplios con este producto químico si se conoce el espectro de emisión de la fuente de luz.